# Pont Polémoniaque
Le Pont Polémoniaque est le nom que prit l'ancienne partie nord-est du Pont, qui s'étendait du Thermodon à la Colchide, restée indépendante après la conquête de la région par Jules César en 47 av. J.-C. Cette région forma un petit royaume qui eut deux rois Polémon Ier, de 47 à 8 av. J.-C. et Polémon II de 37 à 65 apr. J.-C.
Polémon II céda son royaume à Néron. Au IVe siècle, cette région, devenue une province, faisait partie du diocèse du Pont.